# Malin Hartelius
Malin Hartelius, född 1 september 1966 i Malmö, är en svensk operasångare (sopran). Hon har främst gjort karriär utanför Sverige.
Hartelius växte upp i Tingsryd utanför Växjö. Hon studerade sång under tonåren för Sylvia Mang-Borenberg i Växjö och därefter opera, lieder och oratorier för Margarethe Bence vid Wiens Musikkonservatorium.
Debuten gjorde hon 1990 som Blondchen i Mozarts Enleveringen ur seraljen vid festspelen i Ludwigsburg i Tyskland. Under säsongen 1990/1991 ingick hon i ensemblen i Wiener Staatsoper, men sedan 1991/1992 är hon anställd vid operan i Zürich. Till rollerna hör Sophie i Rosenkavaljeren, Elvira i Don Giovanni, Servilia i La clemenza di Tito, Pamina i Trollflöjten, grevinnan i Figaros bröllop, Fiordiligi i Così fan tutte, Adele i Läderlappen, Adina i Kärleksdrycken, Norina i Don Pasquale, Celia i Lucio Silla, Estrella i Alfonso och Estrella, Eudoxie i La Juive och Tatiana i Eugen Onegin.
Hon har framträtt vid festivalerna i Salzburg, Aix-en-Provence, och Schwetzingen samt gästspelat som Adina i Frankfurt och Berlin, Sophie och Adele i Paris och Hamburg, Konstanze och Pamina i Mannheim och Marcellina i München.
Hartelius arbetar regelbundet med dirigenter som Nikolaus Harnoncourt, Ton Koopman, Riccardo Chailly, Sir John Eliot Gardiner, Peter Schreier, Herbert Blomstedt, Frans Brüggen och Franz Welser-Möst. Hon har samarbetat med orkestrar som Oslo filharmoniska orkester, Tonhalle Orchester Zürich, San Francisco Symphony och Concentus Musicus Wien.

## Priser och utmärkelser
- 2010 – Medaljen Litteris et Artibus[6]
- 2012 – Hjördis Schymberg-stipendiet[1]

## Diskografi (urval)
- 1997 – Juloratoriet (Farao Classics)
- 1999 – Die Schöpfung (Farao Classics)
- 2006 – Orlando Paladino (Harmonia Mundi)
- 2008 – Ein deutsches Requiem (Farao Classics)
- 2009 – Il sogno di Scipione (Astrée)

## Filmografi (urval)
Dvd-produktioner från Zürich-operans uppsättningar:
- 2006 – Don Giovanni
- 2006 – Enleveringen ur Seraljen
- 2006 – Hans och Greta
- 2009 – Friskytten
- 2009 – Trollflöjten
- 2009 – Figaros bröllop
- 2009 – Così fan tutte

### Webbkällor
- ”Malin Hartelius – årets Schymberg-stipendiat”, Kungliga Operan 2012-06-12. Läst 8 november 2014.
- Medaljförläningar 28 januari 2010, Sveriges Kungahus. Läst 8 november 2014.